# یواس‌اس سکیورتی (ای‌ام‌سی-۱۰۳)
یواس‌اس سکیورتی (ای‌ام‌سی-۱۰۳) (به انگلیسی: USS Security (AMc-103)) یک کشتی بود که طول آن ۹۸ فوت ۵ اینچ (۳۰٫۰۰ متر) بود. این کشتی در سال ۱۹۴۱ ساخته شد.